# 너구리 (라면)
너구리는 1982년 11월에 농심에서 출시된 라면으로, 오동통한 면발과 굵은 다시마 별첨이 들어 있는 게 특징이다.

## 제품 목록
- 너구리 얼큰한 맛
- 너구리 순한 맛
- 볶음 너구리
- 앵그리 너구리
- 짜파구리
- 너구리 카레맛(제품명: 카구리)
- 너구보나라

## 시장점유율
너구리(얼큰한 맛)는 2012년 1월~4월 누적 점유율 9.3%(대형마트B사 기준)로 전체 봉지라면 시장에서 신라면과 짜파게티에 이어 3위를 차지했다.

## 해외 판매
너구리 라면은 현재 80여 개국에 수출되고 있다. 수출용으로 판매되는 라면에는 다시마의 품질에 손상이 있을 수 있다는 점을 감안하여 통다시마 대신 다시마를 잘게 썰어 건더기 스프 안에 넣고 있다. 또한 일본 소비자들일 경우 한글단어 너구리를 거꾸로 돌리면 RTA로 보여 RTA 라면으로도 알려져있다.

## 발암물질 파문
2012년 10월에 너구리라면에 발암물질인 벤조[a]피렌이 함유되어 있음이 밝혀져서 제품안정성에 대해 논란에 휩싸인다. 하지만 식약청이 “해당제품 섭취로 인한 벤조피렌은 조리육류의 벤조피렌 함유량보다 1만6000배 낮은 안전한 수준”이라며 “이는 매끼마다 평생 섭취해도 무해한 수준”이라고 발표함으로써 단순해프닝으로 일단락 되었다.

## 갤러리

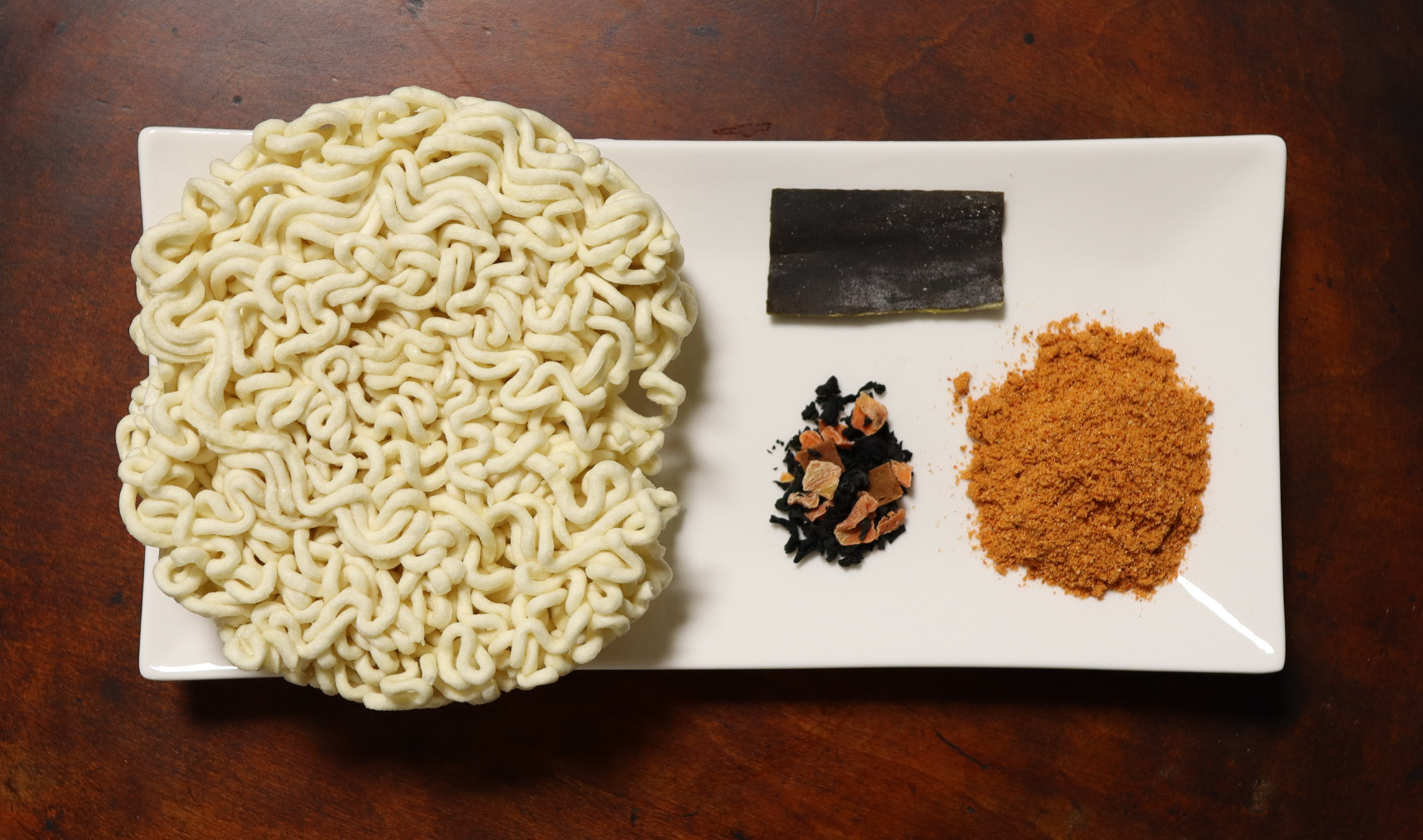
너구리면 재료
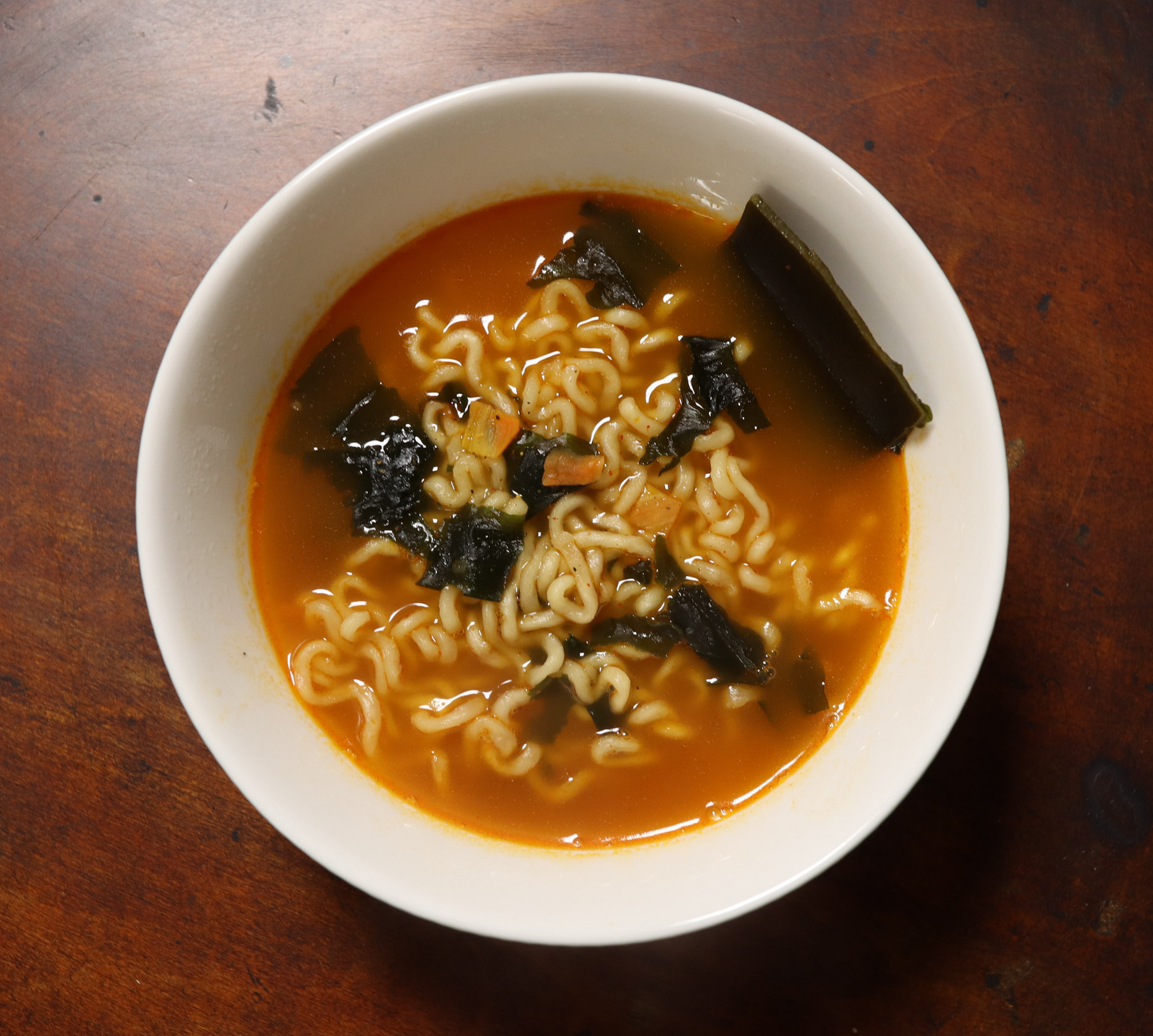
농심 너구리면

## 같이 보기
- 농심
- 안성탕면
- 오징어짬뽕
- 신라면
- 짜파구리
- 짜파게티